# 原浩道
原浩道（日语：／ Hara Hiromichi ?，1962年2月19日—），日本政治人物。曾任茨城縣潮來市議會議員，現任潮來市市長。

## 生平
原浩道是日本茨城縣潮來市人，畢業於茨城縣立麻生高中、日本大學法學部。1984年進入Coco's工作，1994年開了其首家餐廳，1999年，首次開設烏龍麵店。
2008年2月11日就任潮來市議會議員。2012年連選並連任。2015年2月8日以無黨籍的身分參選潮來市長，擊敗尋求連任的松田千春等兩名候選人，以9366票、54.53%的投票率當選。

## 外部連結
- 潮來市公所官網市長室網頁 （页面存档备份，存于）